# Mikalojus Konstantinas Čiurlionis
Mikalojus Konstantinas Čiurlionis (Varėna, 1875. szeptember 22. – Varsó, 1911. április 10.) litván festő és zeneszerző.

## Pályafutása
Lengyel anyanyelvű kilenc gyermekes családban született. Apja orgonista volt. 1889-től 1893-ig Michal Oginski lengyel herceg zenekari iskolájában tanult Plungė városban. Az utolsó évben már fuvolázott az iskolai koncerteken. Oginski támogatásával kezdte meg tanulmányait Varsói Zeneakadémián 1894-ben. Antoni Sygietyński osztályába iratkozott be zongora tanszakra, a zeneszerzést Zygmunt Noskowskitól tanulta. Akadémiai évei alatt komponálta a De Profundis kantátát, valamint prelűdöket, fúgákat, variációkat és két zongoraszonátát is szerzett. Anyagi gondokkal küzdött, mert az ösztöndíj nem volt elegendő.
1899-ben a konzervatórium befejezése után Lublinba hívták zeneiskolai igazgatónak, de nem fogadta el az állást.
1901-ben komponálta az Erdőben című híres szimfonikus költeményét.
1901-ben a Lipcsei Konzervatóriumban tanult zeneszerzést Carl Reineckénél és Salomon Jadassohnnál. Tanulmányozta Richard Strauss és Hector Berlioz szerzeményeit. A Lipcsében töltött év alatt komponálta a c-moll vonósnégyest, de kánonokat, fúgákat, szimfonikus fantáziát és nyitányt is szerzett. Szabadidejében kezdett festeni.
Varsóba visszatérve zenetanárként helyezkedett el. Csatlakozott a Varsói Litvánok Csoportjához, kórust vezetett és litván népdalokat írt át kórusművekké.
1903-ban festette a hét képből álló Temetési szimfónia sorozatot. 1904-től 1906-ig a Varsói Szépművészeti Iskolában tanult, és litván kórust vezetett. 1905-ben vett részt először kiállításon. 1907-ben fejezte be a Tenger című második szimfonikus költeményét.
1907/08-ban Vilniusban élt, 1908 őszén Szentpétervárra költözött. Mint festő a szecessziótól az absztraktig jutott el.
1910 márciusától idegszanatóriumban kezelték Varsó mellett. Ott halt meg 1911. április 10-én tüdőgyulladásban.
Mintegy 200 zeneműve és 300 festménye maradt az utókorra. Kaunasban a Nemzeti Művészeti Múzeum a nevét viseli (Nacionalinis Mikalojaus Konstantino Čiurlionio dailės muziejus).
- Bak (fantázia)
- A világ teremtése XI.
- Csillagok szonátája (allegro)
- A Kos csillagkép